# Bruno Amaducci
Bruno Amaducci (Lugano, 5 gennaio 1925 – Lugano, 26 gennaio 2019) è stato un direttore d'orchestra e musicista svizzero.
Amaducci ha lavorato dal 1941 come impiegato della radio della Svizzera italiana. Dal 1980 è responsabile dei programmi musicali della stazione. Nel 1982 è nominato direttore artistico della Primavera Concertistica di Lugano. Due anni dopo assume lo stesso ruolo ai concerti di Locarno.
Amaducci ha fondato nel 1969 l'Associazione Ricerche Musicali nella Svizzera Italiana.
Bruno Amaducci è morto il 26 gennaio 2019. La sua tenuta artistica con oltre 300 unità di indice è gestita dalla Fonoteca nazionale svizzera di Lugano.

## Opere
- Amaducci, Bruno. in: Schweizer Lexikon 91. Band 1: A – Cha. Verlag Schweizer Lexikon, Luzern 1992. ISBN 3-952014419. S. 150.
- Bruno Amaducci. in: Andreas Kotte: Dizionario teatrale Svizzero. Chronos, Zürich 2005. Band 1, S. 43–44. (italienisch, online)